# Aéromagnétisme

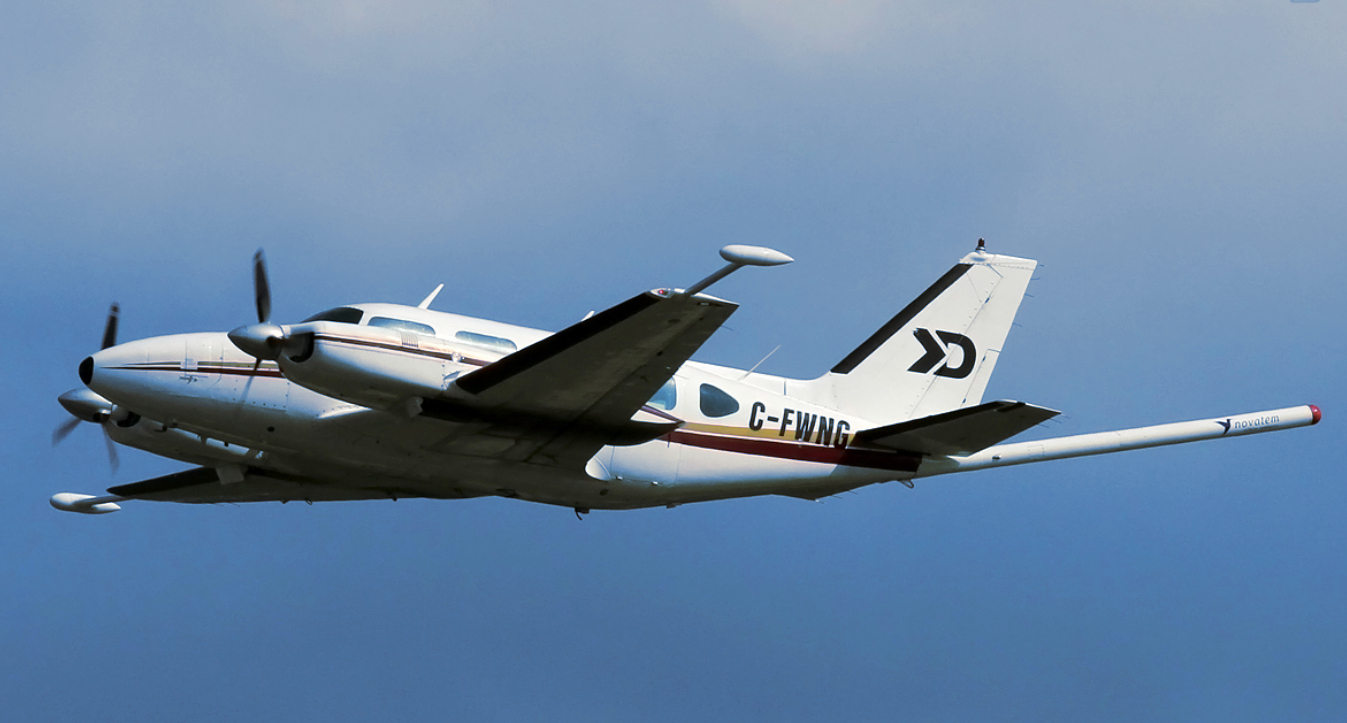
Avion modifié, équipé d'une perche magnétométrique (stinger) et d'extensions d'ailes, où sont installés les capteurs

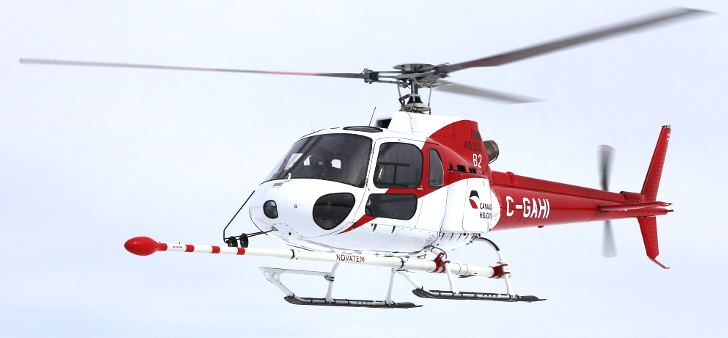
Hélicoptère modifié, équipé d'une perche magnétométrique

L'aéromagnétisme (plus exactement la méthode aéromagnétique) consiste à mesurer le champ magnétique terrestre depuis un aéronef pour en déduire des informations sur les roches sous-jacentes. C'est la plus ancienne et la plus utilisée des méthodes mises en œuvre en géophysique aéroportée. Elle est surtout utilisée pour l'exploration minière et pétrolière et pour la cartographie géologique.

## Principe
Loin de toute source anthropique, le champ magnétique mesuré à la surface de la Terre est la somme d'un champ d'origine interne, appelé champ magnétique terrestre et d'un champ d'origine externe conséquence du vent solaire. Ce dernier peut être mesuré en un point fixe comme un observatoire magnétique. Il est alors retranché des mesures faites au même instant par l'aéronef. L'approximation qu'à un instant donné la variation externe est la même à l'observatoire et à l'aéronef n'est plus exacte lorsque la distance entre les deux points de mesure augmente. Si des accès sont possibles, des stations temporaires sont alors implantées sur le lieu du levé.
Le champ magnétique terrestre est la somme de trois composantes :
- le champ géomagnétique, ou champ magnétique normal, ou champ magnétique principal, qui résulte des mouvements de convection au sein du noyau métallique (modèle de la dynamo terrestre). Il varie lentement dans le temps. C'est essentiellement lui qui oriente l'aiguille de la boussole ;
- le champ induit par l'aimantation de certaines roches de la croûte et du manteau, sous l'effet du champ géomagnétique. Seules les roches du manteau situées au-dessus de l'isotherme de la température de Curie (donc à une température plus basse que la température de Curie) participent à cette aimantation ;
- le champ rémanent, dû au fait que certaines roches qui ont été aimantées dans le passé conservent en partie leur aimantation.

Le champ induit est proportionnel au champ géomagnétique local et à la susceptibilité magnétique de la roche, une caractéristique qui dépend de sa composition et principalement de sa teneur en magnétite.
Le champ rémanent dépend de la composition de la roche, du champ magnétique (direction et intensité) régnant au moment où la roche s'est solidifiée, du temps écoulé depuis cette solidification et des déplacements qu'a subi la roche.
Des trois composantes, c'est toujours le champ géomagnétique qui domine, les deux autres se traduisant par des anomalies plus ou moins localisées. Le champ géomagnétique est modélisé à l'échelle du globe par un modèle mathématique appelé modèle de champ géomagnétique international de référence (en) (IGRF), calculé en utilisant les données géomagnétiques disponibles à grande échelle. Les cartes d'anomalies sont donc classiquement obtenues en retranchant cet IGRF aux données mesurées.
En général, le champ induit prédomine dans les anomalies des régions continentales, alors que le champ rémanent prédomine dans les anomalies des régions océaniques.
La mesure précise du champ magnétique donne donc accès à des informations sur la composition et l'âge des roches de la croûte et du manteau.

## Mise en œuvre
Les levés aéromagnétiques sont réalisés à l'aide d'un magnétomètre installé à l'extrémité d'une perche située à l'arrière d'un avion ou à l'avant d'un hélicoptère. Dans le cas d'un avion, la hauteur de vol est comprise entre 60 mètres et quelques centaines de mètres ; dans le cas de l'hélicoptère, elle varie du "rase-motte" à quelques dizaines de mètres. Les levés peuvent être complétés par des mesures effectuées au sol ou, dans les zones maritimes, à bord d'un navire.
Les levés se font toujours le long de lignes de vol parallèles entre elles, recoupées par des lignes de contrôle perpendiculaires. Aujourd'hui la plupart des levés sont réalisés en suivant une surface dite drapée, c'est-à-dire une surface continue au-dessus du sol, calculée à l'avance à partir d'un modèle topographique de la région étudiée. Cette méthode est indispensable pour que les lignes de vol et les lignes de contrôle se recoupent à la même hauteur au-dessus du sol.
L'usage de l'avion ou de l'hélicoptère permet de couvrir rapidement des surfaces importantes avec un personnel réduit. Pour rentabiliser les vols, la méthode magnétique est souvent complétée par d'autres méthodes de la géophysique aéroportée.

## Historique
Les premières mesures aéromagnétiques ont d'abord été réalisées pour des applications militaires (la détection des sous-marins). Leur application à des fins civiles débute après la  Seconde Guerre mondiale.
L'aéromagnétisme a bénéficié de nombreux progrès technologiques depuis les années 1970 :  développement de capteurs plus rapides et plus sensibles, enregistrement des données sous forme numérique, perfectionnement du système de compensation des effets parasites de l'avion, et surtout localisation et synchronisation très précise des données par GPS. Dans le même temps, l'accroissement des moyens de calcul a grandement facilité l'interprétation des données recueillies ainsi que le développement de nouvelles méthodes d'interprétation.

## Applications
L'aéromagnétisme est fréquemment utilisé dans le domaine de la prospection pétrolière pour en déduire principalement les variations de profondeur d'un  bassin sédimentaire et identifier les structures dans le socle situé sous ce bassin. La très faible susceptibilité magnétique des sédiments comparée à celle des minéraux du socle a en effet pour conséquence que l'essentiel du signal mesuré provient de ce dernier.
L'aéromagnétisme est surtout très utilisé pour la prospection minière et la géologie structurale ainsi que pour l'établissement des cartes géologiques. Il permet de cartographier précisément les limites des structures géologiques présentant un contraste d'aimantation avec leur entourage et par conséquent de localiser précisément les décalages dans ces structures et donc de localiser les failles à différentes échelles.
Entre 1964 et 1965, l’Institut de Physique du Globe de Paris (IPGP), a supervisé le levé aéromagnétique général du territoire de la France métropolitaine. Volé à l'altitude moyenne de 3 000 m (5 000 m au-dessus des Alpes), avec un espacement entre les lignes de 10 km, ce levé a permis de dresser les grandes lignes de la carte magnétique de la France (Le Mouël, J.L., 1969). On y visualise, pour la première fois dans son ensemble, l’Anomalie Magnétique du Bassin de Paris (AMBP), la plus intense et la plus étendue en France, qui a ensuite suscité de nombreuses investigations, et dont la source reste aujourd’hui encore inconnue. Depuis, plusieurs levés de géophysique aéroportée ont été réalisés sous la supervision du BRGM sur le territoire métropolitain, la Guyane et le plateau de l'archipel de la Guadeloupe.
Tous les pays riches ont ainsi réalisé la couverture magnétique complète de leur territoire et s'efforcent depuis d'accroitre la résolution des régions ayant un intérêt géologique particulier à l'aide de levés volés plus près de la surface, le long de profils plus serrés, afin de préciser les traits géologiques reconnus dans les levés régionaux. Des cartes d'assemblage des levés magnétiques régionaux ont été réalisées ces dernières années, notamment au-dessus de l'Amérique du Nord et de l'Europe (Mouge, P., 1990) et plus récemment à l'échelle du Globe par le projet international World Digital Magnetic Anomaly Map.
Le Canada et l'Australie sont aujourd'hui les deux pays les plus densément couverts par les levés aéromagnétiques de très haute résolution. Le Ministère de l'Énergie et des Ressources Naturelles (MERN) du Québec a ainsi supervisé un très grand nombre de levés par avion le long de profils espacés de 200 m en moyenne ainsi que l'un des plus importants levés réalisés par hélicoptère, au-dessus des monts Torngat dans la cordillère Arctique.
Le territoire de la Baie James au Québec est aussi une des régions du globe qui compte le plus grand nombre de levés magnétiques de très haute résolution par hélicoptère en raison de l'importance des travaux d'exploration minière. Les levés sont réalisés à très basse hauteur au-dessus du sol et l'espacement entre les lignes de vol est généralement compris entre 25 et 75 m. Les levés magnétiques héliportés sont à l'origine de la plupart des découvertes majeures de cette région.